# Pyrausta theialis
Pyrausta theialis là một loài bướm đêm trong họ Crambidae.